# The Taking
Albums de Loaded
Sick
(2009)
The Taking est le troisième album studio du groupe américain de Hard Rock Loaded. Il a été produit par Terry Date à Seattle, Washington, et commercialisé le 19 avril 2011 par Eagle Rock Entertainment. L’écriture de L’album a débuté en 2009, tandis que le groupe faisait la tournée de l'album Sick. Ce sera le premier album, depuis épisode 1999 : live sans le batteur Geoff Reading, qui quitta le groupe milieu 2009, qui a été remplacé par Isaac Carpenter en septembre 2009. Un long-métrage sur l’album, mais aussi de Loaded, est actuellement en tournage par le cinéaste et documentariste Jamie Burton Chamberlin.

## Écriture et production
En juillet 2009, durant leur tournée, le chanteur et guitariste Duff McKagan, annonce de nouveaux morceaux pour leur futur album. Il explique qu’ils ont quelques « bonnes idées et riffs » que le groupe a écrit lors de sa tournée. Loaded se sépare de Label Century Media en 2010 depuis le groupe est chez Eagle Rock Entertainment. Avant le début de l’enregistrement, le producteur Terry Date s’est rapprochée du groupe et a proposé de produire leur nouvel album, au Studio X à Seattle, l’enregistrement débute en août 2010, et s'achève en début septembre 2010. Le 28 octobre, le groupe signe chez Eagle Rock Entertainment pour la sortie de leur album. En novembre 2010 le titre de l’album a été annoncé The Soundtrack, ainsi que les titres de l’album, avec la date de sortie prévue pour le 22 mars 2011,. Plus tard dans des interviews du groupe, il a été dit que le nom de l’album a été changé pour The Taking,, et la date de sortie prévue initialement le 22 mars 2011 au 19 avril 2011.

## We Win
Le nouveau morceau de Loaded, We Win, est utilisé par ESPN et par la ligue de baseball américaine pour leur promotion de la série de championnat de la ligue. Loaded a joué We Win et deux de leurs morceaux de leur nouvel album à la mi-temps du match des Seahawks Veterans le 7 novembre 2010.

## Film
Loaded a commencé à collaborer avec le cinéaste et documentariste Jamie Burton Chamberlin sur un film basé sur l’album et sur le groupe en octobre 2010. Chamberlin a déclaré que le film serait plus « sur la conception d’une ligne d’histoire fictive qui sera une partie du projet plus vaste et sera une version contemporaine de, disons, Hard Days Night Song Remains The Same. » Une bande-annonce du film est sortie en janvier 2011.

## Accueil
The Taking a reçu des critiques généralement positives, marquant un 65/100 (critiques généralement favorables) sur Metacritic.

## Liste des pistes
Toutes les chansons sont écrites et composées par Loaded.
| No  | Titre              | Durée |
| --- | ------------------ | ----- |
| 1.  | Lords of Abbadon   | 3:25  |
| 2.  | Executioner's Song | 3:36  |
| 3.  | Dead Skin          | 3:20  |
| 4.  | We Win             | 4:04  |
| 5.  | Easier Lying       | 4:05  |
| 6.  | She's an Anchor    | 3:22  |
| 7.  | Indian Summer      | 4:22  |
| 8.  | Wrecking Ball      | 3:27  |
| 9.  | King of the World  | 3:24  |
| 10. | Cocaine            | 4:14  |
| 11. | Your Name          | 3:18  |
| 12. | Follow Me to Hell  | 3:39  |

| 13. | Cocaine (acoustic) | 4:08 |

| 13. | Cocaine (acoustic)           |  |
| 14. | Runaway (acoustic)           |  |
| 15. | King of the World (acoustic) |  |